# Délires d'un anormal
Pour plus de détails, voir Fiche technique et Distribution.
Délires d'un anormal (portugais : Delírios de um Anormal) est un film d'horreur brésilien de José Mojica Marins sorti en 1978.
Le réalisateur y joue son personnage d'horreur Zé do Caixão. Le film ne fait pas partie de la trilogie fondatrice du personnage, et est constitué de scènes censurées de ses quatre films précédents que sont L'Éveil de la bête (1969), Cette nuit, je m'incarnerai dans ton cadavre (1967), Exorcismo Negro (en) (1974) et Le Monde étrange de Zé do Caixão (1968).

## Fiche technique
- Titre : Délires d'un anormal
- Titre original : Delírios de um Anormal
- Réalisation : José Mojica Marins
- Scénario : Rubens Francisco Luchetti et José Mojica Marins
- Musique : Clayber de Souza
- Photographie : Giorgio Attili
- Montage : Nilcemar Leyart
- Production : José Mojica Marins
- Société de production : Produções Cinematográficas Zé do Caixão
- Pays :  Brésil
- Genre : Horreur
- Durée : 86 minutes
- Dates de sortie : 
  -  Brésil : 2 août 1978

## Distribution
- José Mojica Marins : lui-même / Zé do Caixão
- Jorge Peres : Dr. Hamilton
- Magna Miller : Tânia, la femme de Dr.Hámilton